# Rhagio schmidti
Rhagio schmidti är en tvåvingeart som beskrevs av Lindner 1931. Rhagio schmidti ingår i släktet Rhagio och familjen snäppflugor. Inga underarter finns listade i Catalogue of Life.